# 江西艾蛛
江西艾蛛（学名：Cyclosa kiangsica）为园蛛科艾蛛属的动物。在中国大陆分布于浙江、江苏、安徽、江西、湖南、广西、陕西、四川、贵州等地。该物种的模式产地在江西。